# Monteiroa latifrons
Monteiroa latifrons är en insektsart som beskrevs av Karsch 1889. Monteiroa latifrons ingår i släktet Monteiroa och familjen vårtbitare. Inga underarter finns listade i Catalogue of Life.